# Benoît Bourque
Benoît Bourque, né en 1973 ou 1974, est un homme politique canadien, député et vice-président de l'Assemblée législative du Nouveau-Brunswick.
Il est élu dans Kent-Sud sous la bannière du Parti libéral lors des élections provinciales de 2014. En 2017, il devient ministre de la Santé et s'occupe notamment du dossier controversé de la privatisation de la gestion des soins extra-muraux et de la ligne Télé-Soins 811. En 2018, il est également nommé ministre responsable de Service Nouveau-Brunswick.
Il conserve son siège dans Kent-Sud lors des élections provinciales de 2018 et de 2020, et dans Beausoleil-Grand-Bouctouche-Kent lors des élections de 2024.

## Biographie
Benoît Bourque est titulaire d'un baccalauréat en sciences de l'éducation obtenu en 1996 à l'Université de Moncton et d'une maîtrise en relations internationales obtenue en 1999 à l’Université Laval.
Il exerce plusieurs années la profession d'enseignant et est notamment chargé de cours à l’Université de Moncton. Il travaille également pendant une quinzaine d’années dans les relations internationales. 